# Ali Al-Rasheed
Ali Al-Rasheed (Arabic:علي الرشيد) (sinh ngày 16 tháng 4 năm 1993) là một cầu thủ bóng đá người Các Tiểu vương quốc Ả Rập Thống nhất. Hiện tại anh thi đấu cho Al Dhafra.